# Eggenberg (Adelsgeschlecht)

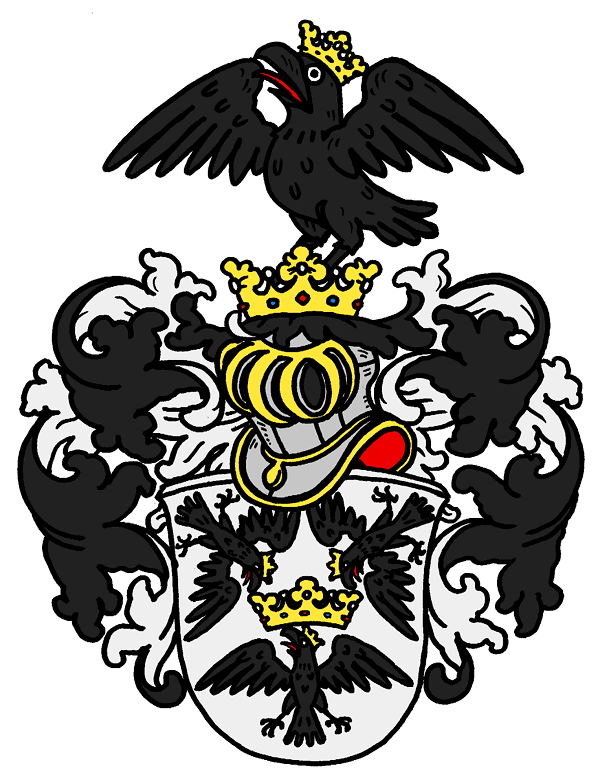
Stammwappen derer von Eggenberg

Eggenberg ist der Name einer ursprünglich bürgerlichen Familie, deren Mitglieder als Kaufleute und Finanziers zu großem Reichtum gelangten. Sie arbeiteten eifrig an ihrem sozialen Aufstieg, bis sie 1598 zu Freiherren ernannt und 1623 in den Fürstenstand erhoben wurden. Als Kriegsherr erreichte als erstes herausragendes Familienmitglied Ruprecht von Eggenberg die Generalswürde und bewährte sich besonders in der Zeit der Türkenkriege. Das bedeutendste Mitglied der Familie war Fürst Johann Ulrich zu Eggenberg, Freund Kaiser Ferdinands II, der als Staatsmann an seiner Seite agierte und dafür mit zahlreichen Gunstbeweisen belohnt wurde. Allerdings stellten die glanzvolle Karriere und die fürstlichen Belohnungen Johann Ulrichs keine Einzelerscheinung dar, da in dieser Epoche auch andere Familien wie z. B. die Fugger zu Macht und großem Reichtum gelangten. Das Fürstenhaus Eggenberg erlosch 1717 im Mannesstamm.

## Geschichte

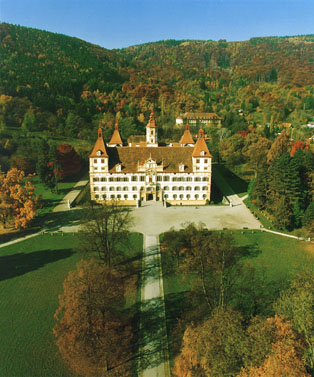
Schloss Eggenberg (Graz)

Die Herkunft der Familie zu Ekchenberg führt nach Radkersburg, wo sie als bürgerliche Weinhändler reich wurden. Im Zuge der Gegenreformation und Rekatholisierung unterstützten sie die Habsburger, erreichten den Adelsstand und schafften es, durch Kreditgewährung in einem staunenswerten Aufstieg zu Vertrauten des Kaisers Ferdinand II. sowie zu Reichsfürsten und Herzögen von Krumau (in Südböhmen) zu werden.
Das erste nachweisbare Mitglied der Familie ist Ulrich Eggenberger († 1448), Handelsherr in Radkersburg, der in seiner Funktion als Grazer Stadtrichter erstmals 1432 urkundlich erwähnt wird, Wohn- und Grundbesitz in und bei Graz erwarb und mit der Bürgerstochter Barbara Giebinger († 1451) verheiratet war. Unter seinen beiden Söhnen Hans und Balthasar († 1536), 1520 verehelicht mit Sibylla Panichar († nach 1553) teilte sich die Familie in zwei Linien. Hans begründete die Radkersburger (später Ehrenhausener) Linie und Balthasar die Grazer Hauptlinie der Eggenberger.
Balthasar Eggenberger zu Eggenberg († 1536) erhielt nach dem Tod seines Vaters Ulrich Eggenberger ein stattliches Vermögen übertragen und führte die wirtschaftlich ungemein ertragreichen Handels- und Münzgeschäfte weiter. Unter ihm entstanden die geschäftlich erfolgreichen Verbindungen mit dem Habsburger Kaiserhof. Der zum größten Teil in Graz residierende Kaiser Friedrich III. machte Balthasar zum Münzmeister von Graz, Laibach und St. Veit an der Glan. Diese enge Verbindung zum Kaiserhaus und das ausgeprägte wirtschaftliche Talent Balthasars führten zu einer beträchtlichen Vergrößerung der Eggenberger Finanzen und Besitzungen. Das 15. Jahrhundert war geprägt von kriegerischen Auseinandersetzungen und Bedrohungen durch Ungarn- und Türkeneinfälle. In dieser Zeit wechselte Balthasar als Finanzier anscheinend kurzfristig die Seiten. Er wurde auch als Leiter der königlichen Finanzkammer des ungarischen Königs Matthias Corvinus genannt. Von Corvinus (lat.: rabengleich) stammt anscheinend auch die Verleihung des neuen, in seinen Formen bereits adeligen Wappens der noch bürgerlichen Familie Eggenberg: drei Raben, die eine Krone tragen. Zu diesem Wappenbild, dessen Verleihung nicht zu datieren ist, gibt es eine weitere Wappensage im Zusammenhang mit einer alten Zigeunerin und drei Raben.
Balthasar Eggenberger erwarb 1463 im Westen der damaligen Stadt Graz ein Gut als Wohnsitz der Familie und ließ das befestigte Wohnhaus als Stammsitz der Familie ausbauen, den Anfangsbau des heutigen Schlosses Eggenberg. Die 1470 erwähnte gotische Marienkapelle ist heute der älteste Teil der Schlossanlage.
Sein Sohn Christoph († 1520) erhielt 1487 durch Heirat mit einer Tochter des Bürgermeisters (Stadtpflegers) Leonhard Langenmantel von Radau das Augsburger Bürgerrecht und begründete dort einen Familienzweig. Sie erbauten und bewohnten hier das sogenannte Imhofhaus.

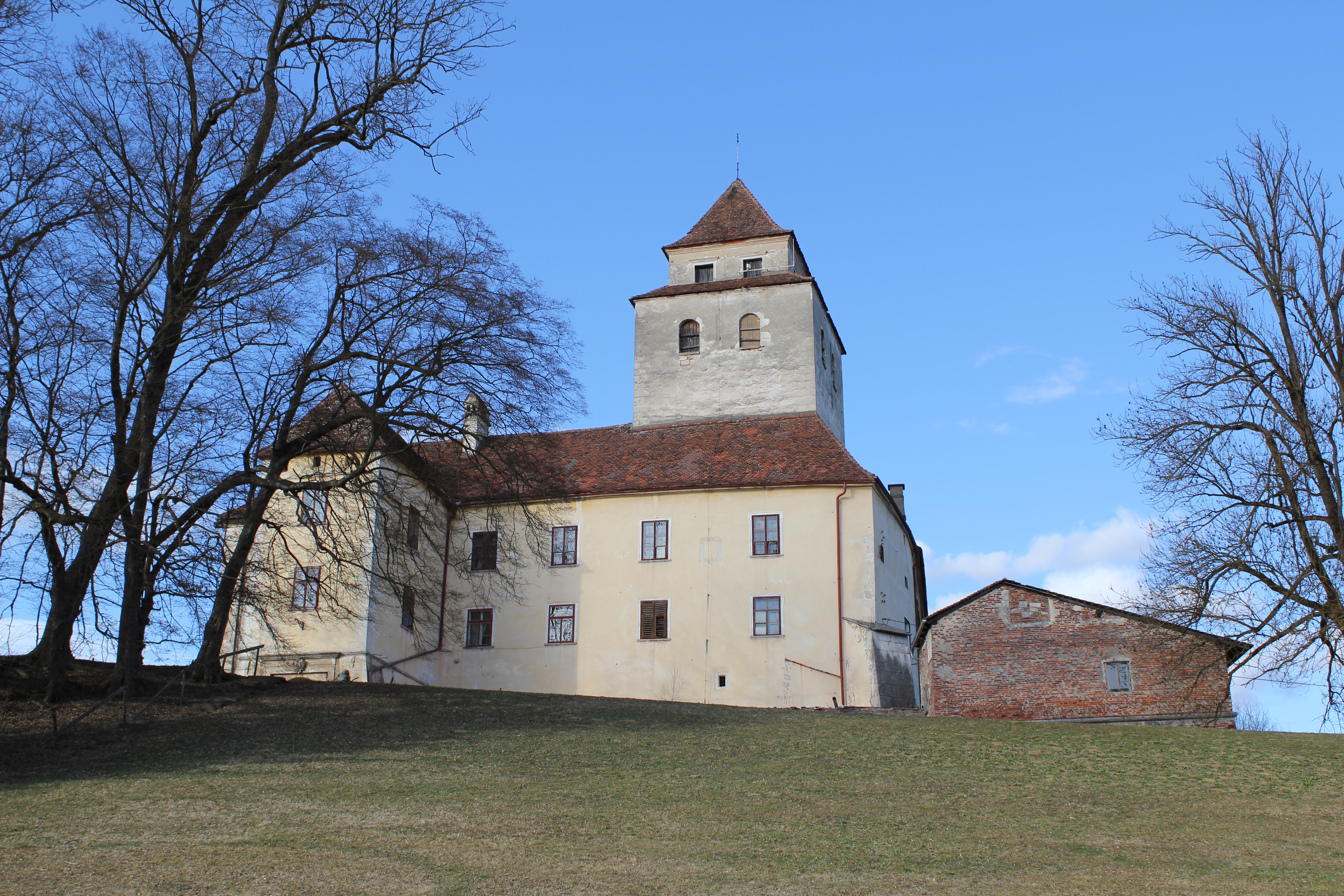
Schloss Ehrenhausen

Die Familie Eggenberg blieb bis ins 16. Jahrhundert eine der bedeutenden Patrizierfamilien der Steiermark. Christoph von Eggenberg († 1553) aus der Radkersburger Linie der Familie erwarb 1543 das Schloss Ehrenhausen. Er und sein Sohn Ruprecht von Eggenberg bauten die Burg wegen der ständigen Türkengefahr stark aus und gestalteten sie zu einem Renaissanceschloss um. Ruprecht legte einen wesentlichen Grundstein für den weiteren Aufstieg der Familie durch seine militärischen Verdienste als Feldherr im Kampf gegen das Osmanische Reich. Dies hatte im Jahre 1598 die Erhebung der gesamten Familie in den österreichischen Freiherrenstand zur Folge.

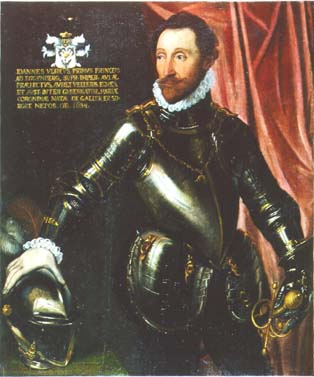
Fürst Hans Ulrich von Eggenberg, Herzog von Krumau, Graf von Gradisca (1568–1634), Repräsentationsportrait von Giovanni Pietro de Pomis

Diese erfolgreiche Karriere des Ruprecht von Eggenberg wurde jedoch vom Aufstieg seines jüngeren Grazer Vetters Hans Ulrich von Eggenberg (1568–1634) übertroffen. Er wird zu den bedeutendsten Staatsmännern der Steiermark gezählt. Er wurde wie sein Vetter Ruprecht von Eggenberg im Jahr 1598 Freiherr, 1623 Reichsfürst, 1628 Herzog von Krumau, nachdem er bereits 1620 mit dem Goldenen Vlies ausgezeichnet worden war. Er wurde 1625 kaiserlicher Statthalter von Innerösterreich. Nach einem Aufenthalt an der Tübinger Universität und ausgedehnten Reisen in die Niederlande, nach Spanien und Italien kehrte Hans Ulrich nach dem Tod seines Vaters nach Graz zurück. Die Stadt war von 1564 bis 1619 Residenz- und Hauptstadt der innerösterreichischen Erzherzoge. Hans Ulrich entschloss sich in den Hofdienst Ferdinands II. einzutreten. In den folgenden Jahren entwickelte sich Hans Ulrich zu einem der wichtigsten Berater und Vertrauten am Grazer Hof. Ferdinand II. von Habsburg wurde 1619 Kaiser des Heiligen Römischen Reiches Deutscher Nation und verlegte den kaiserlichen Hof nach Wien. Hans Ulrich von Eggenberg zog mit ihm und für zwei Jahrzehnte wurde der Sohn einer Grazer Patrizierfamilie zu einem der bedeutendsten und einflussreichsten Männer des Heiligen Römischen Reiches und federführender Diplomat der Habsburger während der Zeit des Dreißigjährigen Krieges (1618–1648). Er blieb dem Kaiser als Ratgeber treu ergeben, kehrte aber 1625 als Gubernator von Innerösterreich nach Graz zurück und regierte hier bis zu seinem Tode im Jahr 1634 „an Kaisers Statt“. Nach der Schlacht am Weißen Berg schenkte Ferdinand II. ihm 1622 die Herrschaft Krumau mit Schloss Krumau in Böhmen. Er besaß ausgedehnte Ländereien, die von Krumau bis Pettau/Ptuj und Gradiska am Isonzo reichten. Im Zenit seiner Macht 1625 gab er den Auftrag, das Schloss Eggenberg (Graz) zu einer standesgemäßen Residenz umzubauen, da der alte Familiensitz seinen Ansprüchen nicht mehr genügte. Die Fertigstellung erlebte er nicht mehr. Hans Ulrich Fürst von Eggenberg verstarb 1634. Der Repräsentationsbau, der alles andere in den Schatten stellte, was es damals in der Steiermark gab, war bis zum Erlöschen der Eggenberger im Mannesstamm im Jahre 1717 Wohnsitz der Familie.

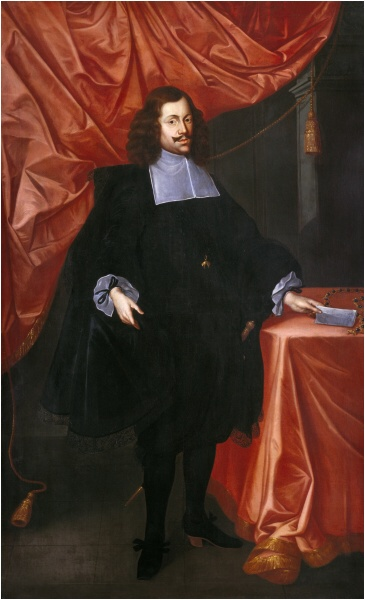
Johann Anton I. von Eggenberg (1610–1649), 2. Reichsfürst

Der einzige Sohn Hans Ulrichs, Johann Anton I. von Eggenberg, zweiter Reichsfürst von Eggenberg, Herzog von Krumau (* 1610; † 1649) hatte eine Ausbildung unter anderem an der Grazer Jesuitenuniversität. Nach einer ausgedehnten Kavalierstour durch Europa kehrte er 1632 nach Graz zurück. Zu dieser Zeit setzte er sich für den Weiterbau des Schlosses in Graz ein. Seine bevorzugten Wohnsitze waren jedoch das Eggenberger Palais in der Grazer Sackstraße und die Residenz in Krumau in Südböhmen. Er trat in den kaiserlichen Hofdienst des Kaisers Ferdinand III. Ein wichtiges Ziel für Fürst Johann Anton I. von Eggenberg war die Erlangung der vollgültigen Reichsstandschaft, die schon sein Vater Hans Ulrich vergebens erhofft hatte. 1641 erreichte er vom Kaiser die Belehnung mit der „gefürsteten Grafschaft Gradisca“, die allein zu diesem Zweck aus einem Teil der gefürsteten Grafschaft Görz neu geschaffen wurde, mit aller Landeshoheit eines Reichslehens, den Regalien, Gerechtsamen und den daraus zu ziehenden Einkünften mit dem Vorbehalt des Rückfalls bei Erlöschen des Mannesstamms der fürstlichen Familie Eggenberg. Diese Belehnung ließ sich der Kaiser mit dem Erlass von Schulden und Barleistungen vergüten. Zur gefürsteten Reichsgrafschaft (seit 1642) Gradisca gehörten außer der Stadt gleichen Namens auch die Stadt Aquileia und weitere Ortschaften. Damit waren die Eggenberg nicht mehr nur Lehnsnehmer der Habsburger in deren Erblanden Österreich und Böhmen sowie bloße Titularfürsten des Heiligen Römischen Reichs, sondern reichsunmittelbar regierende Fürsten in einem Territorium (der Grafschaft Gradisca) des Reichs. Dadurch waren die Bedingungen für die Zulassung zu Sitz und Stimme auf der Fürstenbank des Reichstags gegeben. Doch erst 1654 erfolgte – nach langem Widerstand der altfürstlichen Häuser im Reichsfürstenrat gegen die Sozialaufsteiger – die tatsächliche Introduktion.
Nach dem Erlöschen der Ehrenhausener Linie 1646 gingen Markt und Schloss Ehrenhausen in den Besitz der Grazer Linie über. Nach dem unerwartet frühen Tod Johann Antons I. im Jahr 1649 und dem Fehlen eines rechtsgültigen letzten Willens kam es zwischen seinen beiden Söhnen Johann Christian (1641–1710) und Johann Seyfried (1644–1713), ⚭ I mit Maria Eleonore von und zu Liechtenstein (1647–1704); ⚭ II mit Maria Josepha von Orsini-Rosenberg (1690–1715) wegen der Teilung des väterlichen Erbes zu Differenzen. Sie einigten sich zunächst auf eine gleichwertige Teilung der Liegenschaften. Johann Christian erhielt den Besitz mit den über dreihundert Ortschaften des Herzogtums Krumau in Südböhmen und Johann Seyfried entschied sich für die innerösterreichischen Besitzungen. Der eigentliche Streit aber entbrannte um Görz, denn damit war der Sitz im Reichstag auf der Fürstenbank verbunden. Es dauerte bis zum Jahr 1672, bis sich die Streitenden auf einen weiteren Erbvertrag einigten. Es blieb bei der Aufteilung des Landbesitzes. Johann Seyfried erhielt ein erhöhtes Kapital, Johann Christian verwaltete Görz (Gradisca) und erhielt das Stimmrecht im Reichstag, allerdings im Namen beider Brüder.
Johann Seyfried Reichsfürst von Eggenberg legte sein Hauptaugenmerk auf die Entwicklung der ihm zugesprochenen innerösterreichischen Liegenschaften und deren Einnahmen, um die Kosten der Fertigstellung der Grazer Residenz zu bewältigen. Unter seiner Regentschaft erhielt Schloss Eggenberg seine erste prunkvolle Ausstattung und die erste bemerkenswerte Gartenanlage. Johann Seyfried war Gastgeber der kaiserlichen Braut Kaiser Leopolds I. vor der Eheschließung im Jahre 1673. Vor dieser einzigen Hochzeit eines Kaisers, die in Graz stattfand, residierte die zukünftige Kaiserin Claudia Felicitas von Tirol in der neuen Familienresidenz der Eggenberg. Für die Gestaltung des kaiserlichen Besuches scheute Johann Seyfried von Eggenberg keine Kosten. Sein Bruder Johann Christian wusste die Einkünfte seiner Liegenschaften zu vermehren und zusammen zu halten. Johann Seyfried ruinierte sich mit seinem Lebensstil finanziell fast vollständig. Nur der Verkauf von Besitzungen und die engen Verbindungen zum Kaiserhaus der Habsburger konnte ihn immer wieder retten.
Nach dem Tod Johann Christians I. († 1710), der keine Nachkommen hatte, erbte dessen Witwe Marie Ernestine Reichsgräfin zu Schwarzenberg die böhmischen Herrschaften Krumau und Nettolitz. Sie verstarb 1719. Da zu diesem Zeitpunkt das Geschlecht von Eggenberg auch in der Grazer Linie im Mannesstamme erloschen war, setzte sie ihren Neffen Adam Franz Karl zu Schwarzenberg als Universalerben ein. Die Herrschaft Krumau verblieb bis zur Enteignung 1945 im Besitz des Hauses Schwarzenberg.
Nach dem Tod Johann Seyfrieds 1713 hatte seine Linie noch durch zwei Generationen männliche Nachkommen. Die Töchter waren zwischenzeitlich verheiratet worden, als im Jahr 1716 der einzige Sohn Johann Anton II. von Eggenberg (1669–1716) im Alter von 47 Jahren starb, seit 1691 verehelicht mit Maria Karoline Gräfin von Sternberg († 1754). Ein Jahr später starb deren einziger Sohn Johann Christian II. von Eggenberg im Alter von 13 Jahren an einer Blinddarmentzündung. Mit seinem Tod im Jahr 1717 erlosch das Geschlecht der Eggenberg im Mannesstamm. In der Folgezeit wurden die ausgedehnten Eggenberg’schen Besitzungen durch Erbverträge aufgeteilt.
Eine der beiden Schwestern Johann Christians II., Maria Eleonore Reichsfürstin zu Eggenberg (1694–1774), in erster Ehe 1719 verheiratet mit Josef Patrik Graf Leslie (1694–1732), in zweiter Ehe 1733 mit Andreas Siegmund Graf von Welz und in dritter Ehe 1740 mit Johann Leopold Graf Herberstein (1712–1789), verstarb im Jahre 1774 kinderlos, daher wurde ihr dritter Ehemann ihr Universalerbe. Ihr Besitz mit dem Schloss Eggenberg sowie dem Eggenberger Stadtpalais in Graz, nunmehr Palais Herberstein, gelangte an eine Nebenlinie der Familie Herberstein, die beide Häuser bis 1939 besaß.

Residenzen derer von Eggenberg
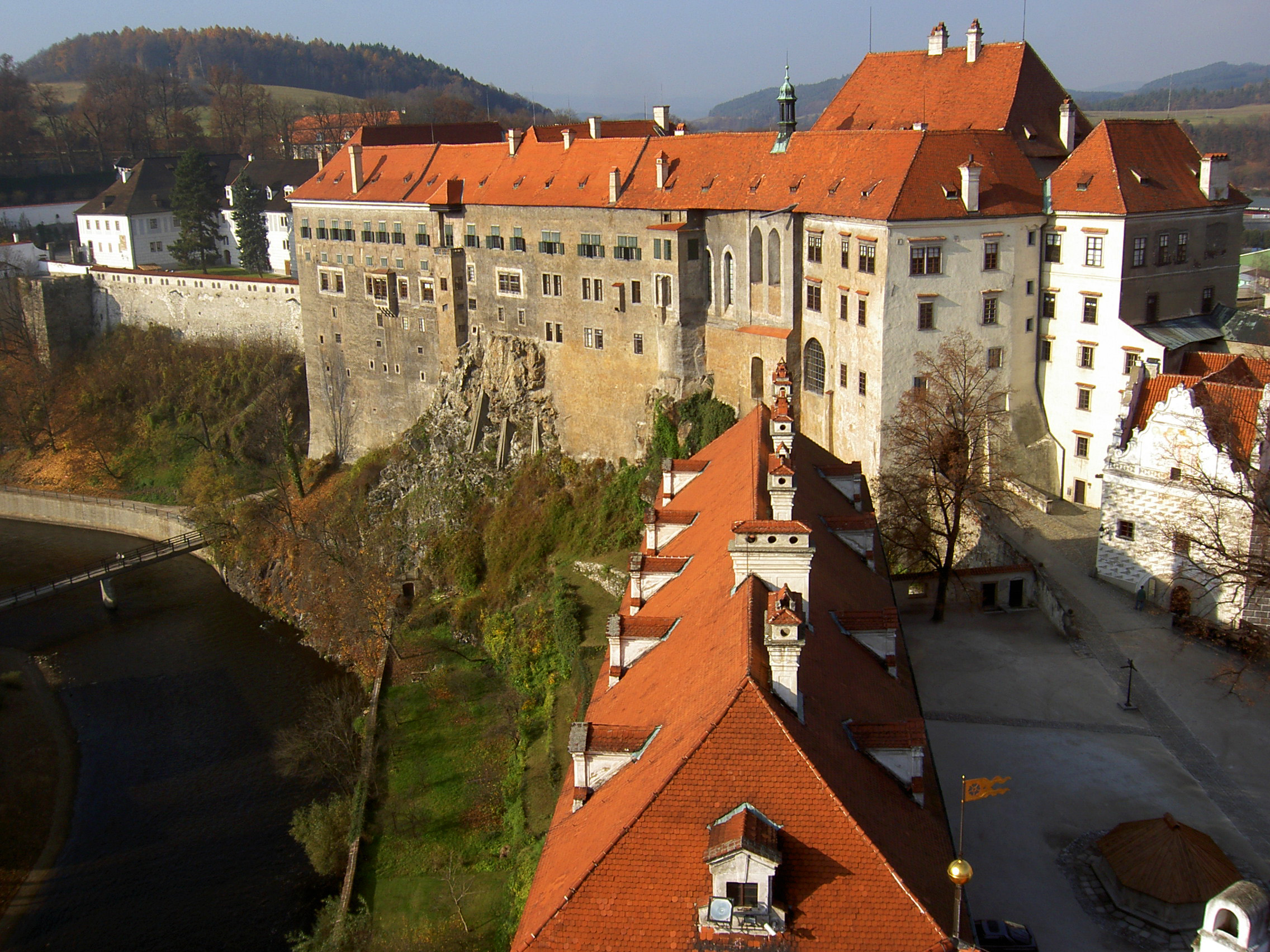
Schloss Český Krumlov (Böhmisch Krumau)
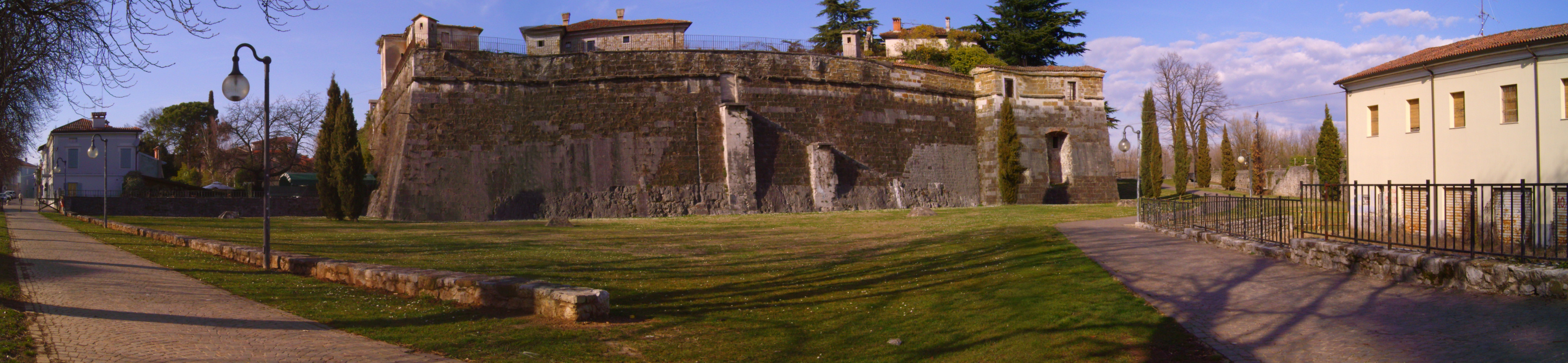
Das Kastell von Gradiska am Isonzo
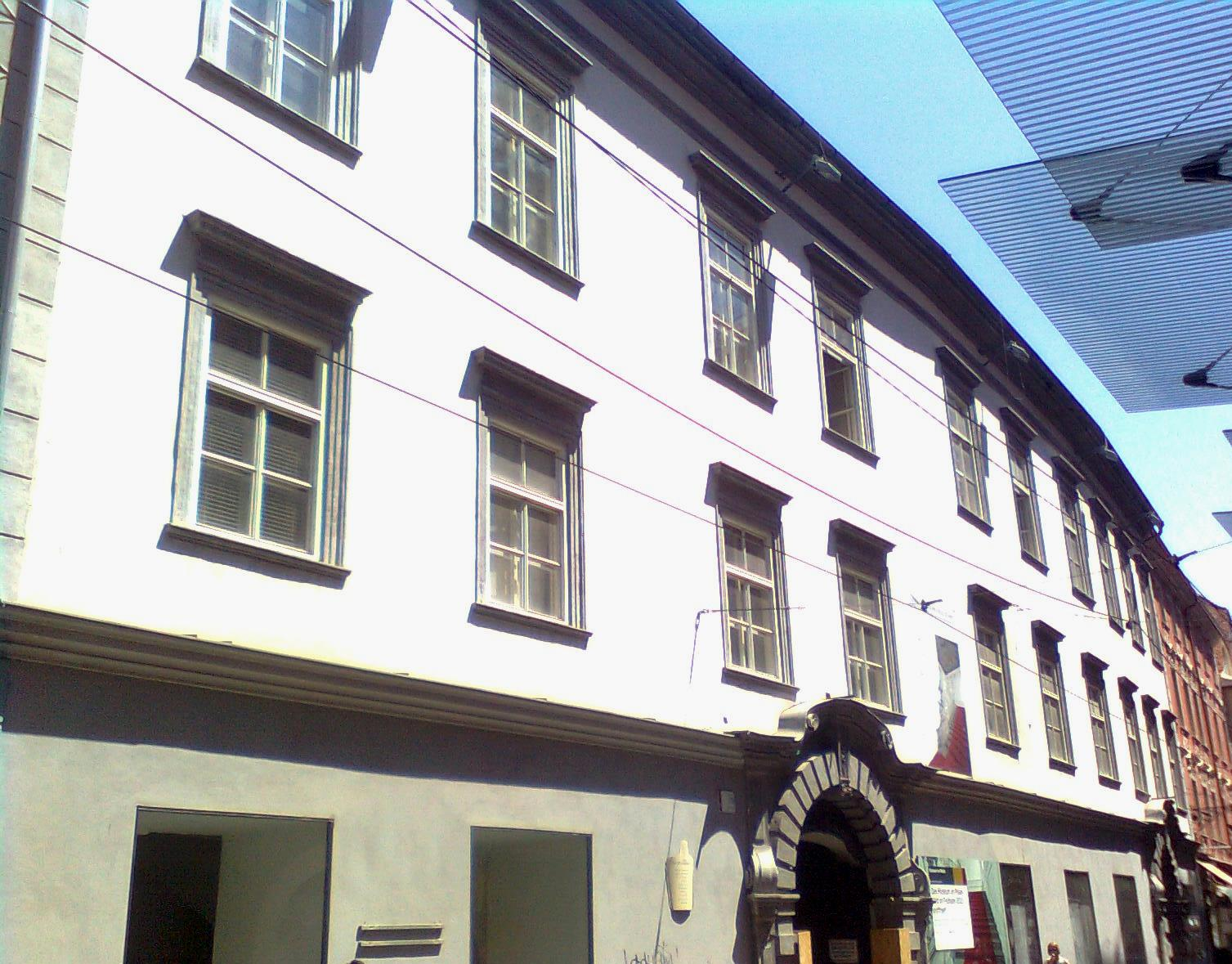
Palais Eggenberg, ab 1774 Palais Herberstein, Graz

## Wappen

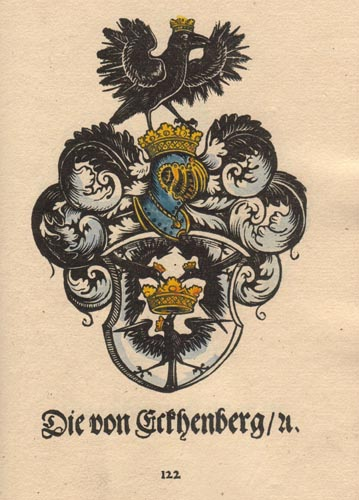
Stammwappen, Darstellung von 1567

Blasonierung Stammwappen: In Silber mitten eine goldene Helmkrone, dreipassförmig begleitet, je mit dem Kopf zur Krone, von drei goldengekrönten, schwarzbewehrten und rotgezungten Raben, in Positur eines normalen heraldischen Adlers. Auf dem gekrönten Helm mit schwarz-silbernen Decken ein goldengekrönter, schwarzbewehrter und rotgezungter Rabe, zum Auffliegen bereit in Positur eines Scherbvogels.

### Wappensage
„Nahe dem alten Stammschloss der Eggenberger steht das neue Schloss, das so viele Fenster hat wie das Jahr Tage.“ Das Wappen der Herren von Eggenberg zeigt eine Fürstenkrone, die von drei Raben mit dem Schnabel getragen wird.
Der Schlossherr von Eggenberg war im Krieg gegen die Ungarn schon lange außer Haus. Seine Frau wurde währenddessen auf einem Spaziergang von einem alten zerlumpten Zigeunerweib angebettelt. Die Zigeunerin forderte frech eine Gabe, was die Schlossfrau erzürnte und darum gab sie ihr nichts. Die Zigeunerin schrie daraufhin: „Wartet nur, wartet nur, Ihr werdet noch an mich denken!" Nach einigen Jahren gebar die Schlossfrau einen Knaben. Eine Zigeunerbande kam einmal in den Schlosshof und spielte lustige Lieder. Die Schlossfrau war nicht zu Hause und das ganze Gesinde tanzte fröhlich mit den Zigeunern. Nur das Kindermädchen blieb beim Kind. Doch auch sie wurde zum Tanz geholt. Als sie zurückkehrte, war jedoch der Knabe aus der Wiege verschwunden. Die alte Zigeunerin hatte den Buben heimlich gestohlen. Mit dem Knaben waren auch die Zigeuner aus dem Schloss. Einem Burschen, der nach Thal unterwegs war, fiel auf, dass drei Raben eine bestimmte Stelle umkreisten. Der Bursch ging dorthin und fand ein kleines, in Windeln gewickeltes Kind. Er nahm es und ging weiter nach Thal. Da traf er das weinende Kindermädchen, das den Knaben sofort erkannte und zurück in das Schloss brachte. Der Bursch, der das Kind gefunden hatte, wurde reichlich belohnt. Nachdem der Schlossherr aus dem Krieg zurückgekehrt war, nahm er zur Erinnerung an dieses schreckliche Ereignis die drei Raben in das Wappen der Eggenberger auf.“

## Bedeutende Eggenberger
- Christoph von Eggenberg († 1553)

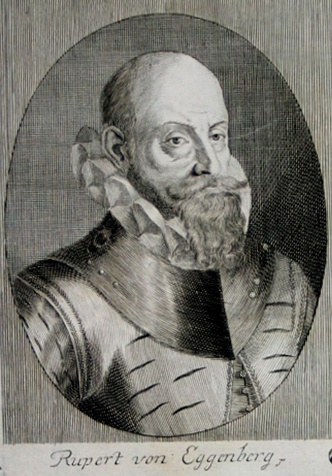
Ruprecht von Eggenberg (1546–1611), Feldherr

- Helena von Eggenberg († vor 1568), geborene Fueger
- Hans Christoph von Eggenberg († 1581)
- Maria von Eggenberg, geborene Galler von Schwanberg
- Bartholomäus von Eggenberg († 1583)
- Justina von Eggenberg, geborene von Breuner
- Ruprecht von Eggenberg (* 1546; † 1611), österreichischer Feldherr, 1598 Freiherr; bestattet im Mausoleum Ehrenhausen
- Johann Ulrich von Eggenberg (* 1568; † 1634), 1598 Reichsfreiherr, 1615 Statthalter von Innerösterreich, 1620 Ernennung zum Ritter des Ordens des Goldenen Vlieses, 1623 1. Reichsfürst von Eggenberg, 1625 Bauherr von Schloss Eggenberg, 1628 Herzog von Krumau
- Wolff von Eggenberg († 1615), General-Obrist, bestattet im Mausoleum Ehrenhausen
- Maria Franziska Prinzessin von Eggenberg, verehelicht mit Leonhard VII. Graf von Harrach († 1645), kaiserlicher Oberst-Hofmarschall, Stammeltern des erloschenen Hauses Rohrau der Grafen von Harrach
- Johann Anton I. von Eggenberg (* 1610; † 1649), 2. Reichsfürst von Eggenberg und 2. Herzog von Krumau in Südböhmen (1634–1649)
- Maria Elisabeth Gräfin von Eggenberg (* 25. September 1640; † 19. Mai 1719), Tochter des Johann Anton 2. Reichsfürst von Eggenberg, Herzog von Krumau in Südböhmen und der Anna Maria, geborene Markgräfin von Brandenburg-Bayreuth (1609–1680); 1656 verehelicht mit Ferdinand Joseph 3. Reichsfürst von Dietrichstein zu Nikolsburg (sukz. 1655), (1636–1698), auf Budin an der Eger, Libochowitz, Nepomyssl und Wällisch-Birken in Böhmen.
- Johann Christian von Eggenberg (um 1680)
- Fürstin Maria Charlotte von Eggenberg († 1755)
- Fürstin Maria Eleonore Anna Josepha von Eggenberg (1694–1774), ⚭ I 1719 Josef Patrik Graf Leslie (1694–1732); ⚭ II 1733 Andreas Siegmund Graf von Welz; ⚭ III 1740 Johann Leopold Franz Graf von Herberstein (1712–1789)
- Fürstin Maria Theresia Josefa von Eggenberg (1696–1762), 1719 verheiratet mit Karl Kajetan Graf Leslie (1696–1762), nach 1735 Eigentümer des Gutes Ehrenhausen in der Steiermark

## Fürsten von Eggenberg
1. Johann Ulrich von Eggenberg (* 1568; † 1634) 1598 Reichsfreiherr, 1623 1. Reichsfürst von Eggenberg, 1628 Herzog von Krumau; ⚭ Freiin Maria Sidonia von Thannhausen, Tochter des Freiherrn Konrad von Thannhausen und der Dorothea von Teuffenbach. Dessen Sohn:
2. Johann Anton I. von Eggenberg (* 1610; † 1649), 2. Reichsfürst von Eggenberg, Herzog von Krumau (1634–1649), 1647 gefürsteter Graf von Gradisca; ⚭ Markgräfin Anna Maria von Brandenburg-Bayreuth, Tochter von Markgraf Christian von Brandenburg-Bayreuth. Dessen Sohn:
3. Johann Christian I. von Eggenberg (* 1641; † 1710) 3. Reichsfürst von Eggenberg, Herzog von Krumau (1649–1710) ⚭ Prinzessin Maria Ernestine zu Schwarzenberg (fränkisch-böhmisches Adelsgeschlecht). Durch diese Ehe kam die Herrschaft Krumau in Südböhmen durch Erbschaft nach dem Erlöschen der männlichen Fürst Eggenberg’schen Deszendenz in Graz zunächst in den Besitz des Neffen Adam Franz Fürst zu Schwarzenberg, welchem Kaiser Karl VI.von Habsburg 1723 den erblichen Herzogs-Titel verlieh. Maria Ernestine von Eggenberg, geborene Gräfin von Schwarzenberg starb 1719 ohne Nachkommen und war die Tochter des Johann Adolf I. Fürst von Schwarzenberg. Dessen Bruder:
4. Johann Seyfried von Eggenberg (* 1644; † 1713), 4. Reichsfürst von Eggenberg, Herzog von Krumau etc. (1710–1713), ⚭ 1.) 4./11. Juli 1666 Prinzessin Maria Eleonora von und zu Liechtenstein (* 1647; † 1704), dessen Sohn:
5. Johann Anton II. Josef von Eggenberg (* 1669; † 1716), 5. Reichsfürst von Eggenberg, Herzog von Krumau etc. (1713–1716) ⚭ Gräfin Maria Karolina von Sternberg (ze Šternberka), Tochter von Oldřich Adolf Vratislav, Graf von Sternberg 1661, dessen Sohn:
6. Johann Christian II. von Eggenberg (* 1704; † 1717), 6. Reichsfürst von Eggenberg, Herzog von Krumau etc. (1716–1717). Einziger Sohn seines Vaters. Mit ihm erlosch das Haus der Fürsten von Eggenberg in männlicher Linie.